# فابیو پاراتیچی
فابیو پاراتیچی (انگلیسی: Fabio Paratici؛ زادهٔ ۱۳ ژوئیهٔ ۱۹۷۲) بازیکن فوتبال اهل ایتالیا است.
از باشگاه‌هایی که در آن بازی کرده‌است می‌توان به باشگاه فوتبال نووارا، باشگاه فوتبال پالرمو، باشگاه فوتبال پیاچنزا، و باشگاه فوتبال ساسولو اشاره کرد.